# Peter Krchňák
Peter Krchňák (* 9. února 1960) je bývalý slovenský fotbalista, brankář.

## Fotbalová kariéra
Hrál za Spartak Trnava. V československé lize nastoupil v 8 utkáních.

## Ligová bilance
| Ročník                                   | Zápasy | Góly | Klub           |
| ---------------------------------------- | ------ | ---- | -------------- |
| 1. československá fotbalová liga 1982/83 | 0      | 0    | Spartak Trnava |
| 1. československá fotbalová liga 1983/84 | 6      | 0    | Spartak Trnava |
| 1. československá fotbalová liga 1984/85 | 0      | 0    | Spartak Trnava |
| 1. československá fotbalová liga 1985/86 | 2      | 0    | Spartak Trnava |
| CELKEM                                   | 8      | 0    |                |